# Barlet

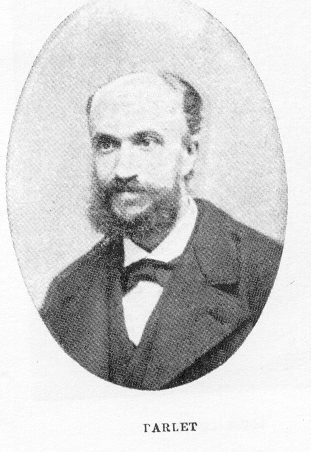
Charles Barlet

Barlet, (soms F.-Ch. Barlet) pseudoniem voor Albert Faucheux (Parijs, 12 oktober 1838 – 29 oktober 1921), was een bekend Frans occultist en erudiet. Van opleiding was hij licentiaat rechten. Soms tekent hij als Charles Barlet of zelfs Fréderic Charles Barlet. In het spiritistisch tijdschrift  L'Anti-Matérialiste, publiceert hij onder de naam Glyndon, pseudoniem gebaseerd op het boek Zanoni van Edward Bulwer-Lytton.
Hij maakte deel uit van de Eerste Martinistische opperraad.
Hij was bovendien Broeder Inwijder van de Achtbare Martinistenloge Voluspa. Barlet was eveneens lid van de Hermetic Brotherhood of Luxor.

## Publicaties
Hoewel Barlet door zijn tijdgenoten werd beschouwd als de geleerdste onder de occultisten, heeft hij weinig gepubliceerd.
- Een uitgebreide reeks artikels in verschillende tijdschriften
- Boeken
- Eigen tijdschrift: L'Etoile d'Orient (organe officiel du Centre ésotérique Oriental de France) (1908)
  - Essai de chimie synthétique
  - La Science Secrète (in samenwerking met Ferran, Papus, Eugène Nus, Julien Lejay, Stanislas de Guaita) (1890)
  - Université libre des hautes études
  - Essai sur l'évolution de l'idée (1891)
  - Principes de sociologie synthétique (1894)
  - L'instruction intégrale (1895)
  - L'Art de demain (1897)
  - L'Evolution sociale (1909)
  - L'Occultisme (1909)
  - Saint-Yves d’Alveydre (1910)
- Voorwoorden
  - Bernard, S: La révélation. Etude sur les religions comparées et l'ésotérisme féminin dans les traditions anciennes. Parijs, Rhéa, 1923